# Stapfer-Enquête

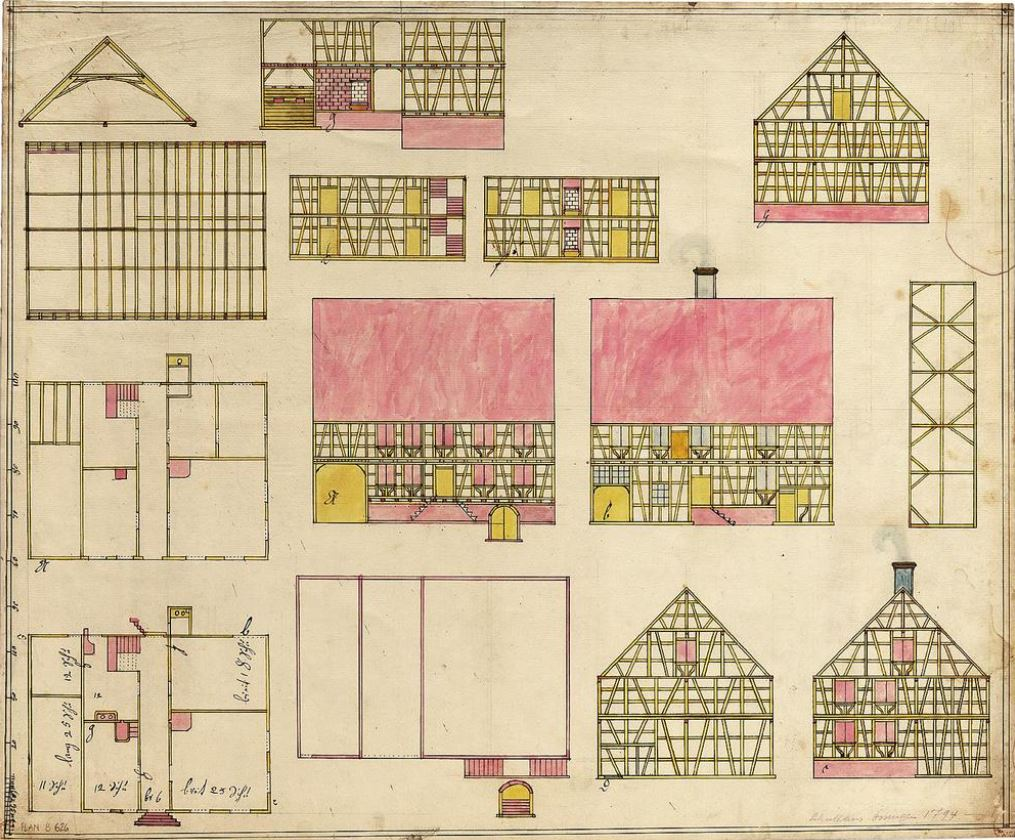
Plan des Gemeindeschulhauses von Ossingen 1794

Die Stapfer-Enquête war eine Untersuchung des Schulwesens in der Schweiz. Im Januar 1799 versandte der Erziehungsminister der Helvetischen Republik, Philipp Albert Stapfer, an sämtliche Lehrer einen Fragebogen, um den Zustand des Schulwesens festzustellen. Über 2400 Antwortschriften sind noch vorhanden. Der Fragebogen enthielt rund 60 Fragen, die in vier Rubriken gegliedert waren:
1. Lokale Verhältnisse
2. Unterricht
3. Personalverhältnisse
4. Ökonomische Verhältnisse.

Am Schluss des Fragebogens konnten die Lehrer freie Anmerkungen anfügen und ihre persönliche Sichtweise über das Schulwesen kundtun. Einzigartig an der Schul-Enquête von 1799 ist, dass sich der Fragebogen direkt an die Lehrer richtete und nicht an die Geistlichen, wie das bei früheren Schulumfragen der Fall war.
Die Auswertung der Fragebogen zeigte, dass in der Schweiz um 1800 fast alle Kinder die Schule besuchten. Die Schweiz war bereits damals eine europäische «Schulhochburg».